# Bloqueig de Coulomb

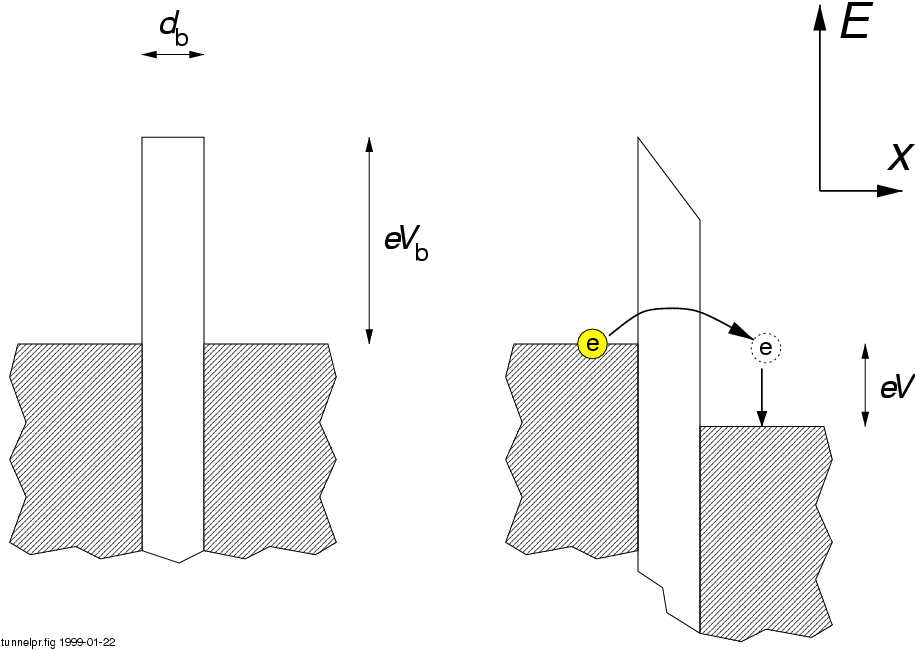
Representació esquemàtica (similar al diagrama de bandes) d'un túnel d'electrons a través d'una barrera.

En física mesoscòpica, un bloqueig de Coulomb (CB), anomenat així per la força elèctrica de Charles-Augustin de Coulomb, és la disminució de la conductància elèctrica a petits voltatges de polarització d'un petit dispositiu electrònic que comprèn almenys una unió de túnel de baixa capacitat. A causa del CB, la conductància d'un dispositiu pot no ser constant a baixes tensions de polarització, i fins i tot desaparèixer per biaixos per sota d'un determinat llindar, és a dir, no flueix corrent.
El bloqueig de Coulomb es pot observar fent un dispositiu molt petit, com un punt quàntic. Quan el dispositiu és prou petit, els electrons dins del dispositiu crearan una forta repulsió de Coulomb impedint que altres electrons flueixin. Així, el dispositiu ja no seguirà la llei d'Ohm i la relació corrent-tensió del bloqueig de Coulomb sembla una escala.
Encara que el bloqueig de Coulomb es pot utilitzar per demostrar la quantificació de la càrrega elèctrica, segueix sent un efecte clàssic i la seva descripció principal no requereix mecànica quàntica. Tanmateix, quan hi participen pocs electrons i s'aplica un camp magnètic estàtic extern, el bloqueig de Coulomb proporciona el terreny per a un bloqueig d'espín (com el bloqueig d'espín de Pauli) i un bloqueig de vall, que inclouen efectes mecànics quàntics deguts a les interaccions d'espín i orbitals respectivament. entre els electrons.
Els dispositius poden incloure elèctrodes metàl·lics o superconductors. Si els elèctrodes són superconductors, Cooper es fa parells (amb una càrrega de menys dues càrregues elementals {\displaystyle -2e}) transporten el corrent. En el cas que els elèctrodes siguin metàl·lics o conductors normals, és a dir, ni superconductors ni semiconductors, els electrons (amb una càrrega de {\displaystyle -e}) transporten el corrent.

## Unió túnel
La secció següent és per al cas de les unions de túnel amb una barrera aïllant entre dos elèctrodes conductors normals (juncions NIN).
La unió del túnel és, en la seva forma més simple, una fina barrera aïllant entre dos elèctrodes conductors. Segons les lleis de l'electrodinàmica clàssica, cap corrent no pot passar per una barrera aïllant. D'acord amb les lleis de la mecànica quàntica, però, hi ha una probabilitat que no s'esvaeix (més gran que zero) que un electró d'un costat de la barrera arribi a l'altre costat (vegeu el túnel quàntic). Quan s'aplica una tensió de polarització, això significa que hi haurà un corrent i, sense tenir en compte els efectes addicionals, el corrent de túnel serà proporcional a la tensió de polarització. En termes elèctrics, la unió del túnel es comporta com una resistència amb una resistència constant, també coneguda com a resistència òhmica. La resistència depèn exponencialment del gruix de la barrera. Normalment, el gruix de la barrera és de l'ordre d'un a diversos nanòmetres.

## Transistor d'un sol electró

Esquema d'un transistor d'un sol electró.

El dispositiu més senzill en què es pot observar l'efecte del bloqueig de Coulomb és l'anomenat transistor d'un sol electró. Consta de dos elèctrodes coneguts com el drenatge i la font, connectats a través d'unions de túnel a un elèctrode comú amb una baixa capacitat d'autocapacitat, conegut com a illa. El potencial elèctric de l'illa es pot ajustar mitjançant un tercer elèctrode, conegut com la porta, que s'acobla capacitivament a l'illa.